# 톱상어
톱상어는 톱상어과(Pristiophoridae)에 속하는 상어의 총칭이다. 톱상어과는 톱상어목(Pristiophoriformes)의 유일한 과이다. 가늘고 긴 톱 모양의 주둥이가 있으며, 이 주둥이로 먹이를 베거나 기절시킨다. 대부분의 톱상어는 남아프리카에서부터 오스트레일리아와 일본까지의 수심 40m 이하의 바다에서 발견되지만, 1960년 기록된 바하마상어는 북서 카리브해의 더 깊은 수심(640m에서 915m)에서도 발견되었다.

## 종
현재까지 기록된 톱상어는 2속 6종이다. 가장 최근 밝혀진 종은 2008년 기록된 열대톱상어(Pristiophorus delicatus)다.
- 여섯아가미톱상어속 (Pliotrema) Regan, 1906
  - 여섯아가미톱상어 (Pliotrema warreni) Regan, 1906
- 톱상어속 (Pristiophorus) J. P. Müller & Henle, 1837
  - 긴코톱상어 (Pristiophorus cirratus) (Latham, 1794)
  - 열대톱상어 (Pristiophorus delicatus) Yearsley, Last & W. T. White, 2008
  - 일본톱상어 (Pristiophorus japonicus) Günther, 1870
  - Pristiophorus nancyae Ebert & Cailliet, 2011[1]
  - 짧은코톱상어 (Pristiophorus nudipinnis) Günther, 1870 (Shortnose sawshark)
  - 바하마톱상어 (Pristiophorus schroederi) S. Springer & Bullis, 1960